# Divertimento (program telewizyjny)
Divertimento – cykl telewizyjnych programów rozrywkowych Jeremiego Przybory i Jerzego Wasowskiego emitowany w latach 1966–1970. Powstał po zakończeniu działalności Kabaretu Starszych Panów. Jerzy Wasowski, inaczej niż w Kabarecie, nadal współpracował z Przyborą jako kompozytor, ale nie partnerował mu na ekranie.
Z programem współpracowali aktorzy związani wcześniej z Kabaretem Starszych Panów tacy jak Irena Kwiatkowska, Barbara Krafftówna, Kalina Jędrusik, Krystyna Sienkiewicz, Wiesław Gołas, Mieczysław Czechowicz, Wiesław Michnikowski, Czesław Roszkowski, Bohdan Łazuka, Zdzisław Leśniak i Bronisław Pawlik, ale także dołączyli nowi, tacy jak Bogumił Kobiela, Jan Kobuszewski, Wojciech Pokora, Roman Kłosowski, Roman Wilhelmi, Alina Janowska, Katarzyna Łaniewska, Iga Cembrzyńska i Halina Kowalska.
W tym cyklu miały premierę takie piosenki jak O, Kutno!, Odjadę z tego peronu, W kawiarence „Sułtan”, czy Dobranoc, już czas na sen.

## Lista programów

### Wersja telewizyjna
W każdym programie brał udział Jeremi Przybora (jako Starszy Pan).
| Numer programu                    | Tytuł | Data premiery        | Dzień tygodnia i godzina emisji | Obecność w archiwum TVP | Źródło |
| --------------------------------- | --- | -------------------- | ------------------------------- | ----------------------- | ------ |
| I                                 | Divertimento c-moll op. 1 Makabryczne | 21 sierpnia 1966     | niedziela 18:25                 | +                       | [ 1 ]  |
| I                                 | Wystąpili: Kalina Jędrusik (jako Doktorowa), Krystyna Sienkiewicz (jako Ona), Ignacy Gogolewski (jako On), Gustaw Holoubek (jako Narrator), Bronisław Pawlik (jako Mąż Władki), Wacław Szklarski (jako Młodzian) |                      |                                 |                         |        |
| II                                | Divertimento op. 2 Podróżni | 18 września 1966     | niedziela 18:45                 | –                       | [ 3 ]  |
| II                                | Wystąpili: Ignacy Gogolewski (jako Tęskniący), Bronisław Pawlik (jako Komik-wojażer), Krystyna Sienkiewicz, Barbara Wrzesińska, Bogumił Kobiela, Czesław Wołłejko |                      |                                 |                         |        |
| III                               | Divertimento op. 3 Jesienne | 30 października 1966 | niedziela 20:00                 | +                       | [ 4 ]  |
| III                               | Wystąpili: Iga Cembrzyńska (jako Dziewczyna Karmiąca <<łabędzie>> oraz Deszczowa Panienka), Joanna Jedlewska (jako Ona), Kalina Jędrusik (jako Ciepła Wdówka), Mieczysław Czechowicz (jako Spory), Bogumił Kobiela (jako Prezes), Robert Polak (jako Trznadel) |                      |                                 |                         |        |
| IV                                | Divertimento op. 4 Sylwestrowe | 31 grudnia 1966      | niedziela 21:00                 | +                       | [ 5 ]  |
| IV                                | Wystąpili: Kalina Jędrusik (jako Śnieżna Dziewczyna i Uśmiechnięta), Barbara Krafftówna (jako Mama Starszego Pana), Irena Kwiatkowska (jako dziedziczka Babka Róża), Mieczysław Czechowicz (jako Sługa Bazyli), Wiesław Gołas (jako Gondolier), Bronisław Pawlik (jako Tato Sylwester), Bogumił Kobiela (jako Wuj Hieronim) |                      |                                 |                         |        |
| V                                 | Divertimento op. 5 Stomatologiczne | 18 czerwca 1967      | niedziela 20:05                 | +                       | [ 6 ]  |
| V                                 | Wystąpili: Joanna Jedlewska (jako Dojrzała), Kalina Jędrusik (jako Żona Dentysty), Irena Kwiatkowska (jako Mercedes Bęc), Krystyna Sienkiewicz (jako Młoda), Mieczysław Czechowicz (jako Dentysta), Wieńczysław Gliński (jako Paradentoza), Wiesław Gołas (jako Krótkowidz), Wiesław Michnikowski (jako Przedostatni (Ciapuchna), Roman Wilhelmi (jako Nerwus Robert) |                      |                                 |                         |        |
| VI                                | Divertimento op. 6 Ma non troppo | 30 września 1967     | sobota 20:40                    | +                       | [ 7 ]  |
| VI                                | Wystąpili: Barbara Krafftówna (jako Desdemona), Katarzyna Łaniewska (jako Pani z Wózkiem), Barbara Młynarska (jako Przedszkolanka), Krystyna Sienkiewicz (jako Porzucona), Jan Kobuszewski (jako Makbet), Bohdan Łazuka (jako Artysta), Wiesław Michnikowski (jako Mężczyzna do Dziecka), Bronisław Pawlik (jako Zakochany w Przedszkolance), Wojciech Pokora (jako Podopieczny), Bogusław Stokowski (jako Lekarz) |                      |                                 |                         |        |
| VII                               | Divertimento op. 7 Zamkowe | 1 czerwca 1968       | sobota 20:55                    | +                       | [ 8 ]  |
| VII                               | Wystąpili: Barbara Krafftówna (jako Kierowniczka zamku w Piaścicach), Kalina Jędrusik (jako Sierota), Mieczysław Czechowicz (jako Poeta Bącz), Wieńczysław Gliński (jako Książę), Roman Kłosowski (jako Pan Czujduch), Wiesław Michnikowski (jako Dziki Lokator) |                      |                                 |                         |        |
| VIII                              | Piosenki z cyklu „Divertimento” | 2 listopada 1968     | sobota 20:55                    | +                       | [ 9 ]  |
| VIII                              | Wystąpili: Alina Janowska (jako Meta), Kalina Jędrusik (jako Lina Wanna), Barbara Krafftówna (jako Pani Zarżniewska), Irena Kwiatkowska (jako Pani Arlezjana), Mieczysław Czechowicz (jako Pan Bącz), Lucjan Kydryński (jako Konferansjer), Bohdan Łazuka (jako Pan Dzidziak), Wiesław Michnikowski (jako Molek), Bronisław Pawlik (jako Pan Tarzanek) |                      |                                 |                         |        |
| Divertimento op. 8 Pani Hortensja | |                      |                                 |                         |        |
| IX                                | Garden party, czyli bankiet w krzakach | 20 września 1969     | sobota 21:15                    | +                       | [ 10 ] |
| IX                                | Wystąpili: Irena Kwiatkowska (jako Pani Hortensja), Zdzisław Leśniak (jako Ambasador), Cezary Julski (jako Sekretarz), Krystyna Sienkiewicz (jako Panna Krysia), Czesław Roszkowski (jako Dziadek Paździerzak), Jan Kobuszewski (jako Sobowtór), Bohdan Łazuka (jako Józieczek i Mężczyzna kulinarny), Włodzimierz Nowak (jako Mężczyzna zakupowy), Jacek Fedorowicz (jako Mężczyzna urlopowy), Tadeusz Ross (jako Mężczyzna sextorpeda), Elżbieta Bojanowicz, Halina Kowalska, Barbara Młynarska, Joanna Sobieska, Elżbieta Strzałkowska, Jolanta Zykun, Partita |                      |                                 |                         |        |
| X                                 | Skrzypek z kwartetu im. Czastuszkiewicza | 10 stycznia 1970     | sobota 20:20                    | +                       | [ 11 ] |
| X                                 | Wystąpili: Irena Kwiatkowska (jako Pani Hortensja), Kalina Jędrusik (jako Wysłanniczka Kwartetu), Halina Kowalska (jako Ekspedientka), Cezary Julski (jako Wiolonczela), Zdzisław Leśniak (jako Altówka - Biesiek), Bohdan Łazuka (jako Pierwsze skrzypce), Jan Matyjaszkiewicz (jako Osoba Wysoko Postawiona), Zbigniew Paleta (jako Drugie skrzypce - Lolek), Igor Śmiałowski (jako Ekscelencja) |                      |                                 |                         |        |
| XI                                | Wstrząsowiec Ścigana (The Fugitive) | 3 października 1970  | sobota 20:20                    | +                       | [ 13 ] |
| XI                                | Wystąpili: Irena Kwiatkowska (jako Pani Hortensja), Czesław Roszkowski, Cezary Julski, Wojciech Rajewski, Wiesław Michnikowski, Bronisław Pawlik, Adolf Dymsza, Jerzy Bielenia, Kalina Jędrusik, Krystyna Sienkiewicz, Zdzisław Leśniak, Jan Tadeusz Stanisławski, Włodzimierz Nahorny |                      |                                 |                         |        |

### Wersja radiowa
W 1977 roku wybrane programy z cyklu Divertimento doczekały się także swoich wersji radiowych – emitowane były jako słuchowiska na antenie Polskiego Radia. W każdym programie brał udział Jeremi Przybora (jako Starszy Pan).
| Tytuł | Data premiery    | Obecność w archiwum PR | Źródło |
| --- | ---------------- | ---------------------- | ------ |
| Divertimento op. 2 Podróżni | 9 marca 1977     | +                      | [ 3 ]  |
| Wystąpili: Kalina Jędrusik (jako Dziewczyna z Peronu), Halina Kowalska (jako Opalona), Barbara Krafftówna (jako Ona), Małgorzata Niemirska (jako Pani), Marian Kociniak (jako Ogorzały), Joachim Lamża (jako Tęskniący), Wiesław Michnikowski (jako On), Bronisław Pawlik (jako Komik-wojażer) |                  |                        |        |
| Divertimento op. 3 Jesienne | 12 stycznia 1977 | +                      | [ 4 ]  |
| Wystąpili: Iga Cembrzyńska (jako Deszczowa Panienka), Kalina Jędrusik (jako Ciepła Wdówka), Mieczysław Czechowicz (jako Bącz), Marian Kociniak (jako Prezes), Krzysztof Kowalewski (jako Trznadel), Joanna Szczepkowska (jako Dziewczyna Karmiąca <<łabędzie>>), Bohdana Majda (jako Desdemona), Jan Kobuszewski (jako Makbet) |                  |                        |        |
| Divertimento op. 4 Sylwestrowe | 9 lutego 1977    | +                      | [ 5 ]  |
| Wystąpili: Kalina Jędrusik (jako Śnieżna Pani), Barbara Krafftówna (jako Melania, mama Panicza), Irena Kwiatkowska (jako Babka Róża), Mieczysław Czechowicz (jako Sługa Bazyli), Wiesław Gołas (jako Gondolier), Bronisław Pawlik (jako Tato Sylwester), Wiesław Michnikowski (jako Wuj Hieronim) |                  |                        |        |
| Divertimento op. 5 Stomatologiczne | 13 kwietnia 1977 | +                      | [ 6 ]  |
| Wystąpili: Małgorzata Niemirska (jako Dojrzała), Kalina Jędrusik (jako Aktualna Pani Doktorowa), Barbara Krafftówna (jako Przyszła Pani Doktorowa), Irena Kwiatkowska (jako Mercedes Bęc), Krystyna Sienkiewicz (jako Młoda), Mieczysław Czechowicz (jako Dentysta), Wieńczysław Gliński (jako Starszy), Marian Kociniak (jako Krótkowidz), Wiesław Michnikowski (jako Przedostatni), Joachim Lamża (jako Nerwus Robert)                                            |                  |                        |        |
| Divertimento op. 8 Pani Hortensja |                  |                        |        |
| Garden party, czyli bankiet w krzakach | 11 maja 1977     | +                      | [ 10 ] |
| Wystąpili: Irena Kwiatkowska (jako Pani Hortensja), Zdzisław Leśniak (jako Ambasador), Cezary Julski (jako Sekretarz), Krystyna Sienkiewicz (jako Panna Krysia), Czesław Roszkowski (jako Dziadek Paździerzak), Wieńczysław Gliński (jako Sobowtór), Bohdan Łazuka (Mężczyzna kulinarny), Włodzimierz Nowak (jako Mężczyzna zakupowy), Jacek Fedorowicz (jako Mężczyzna urlopowy), Tadeusz Ross (jako Mężczyzna sextorpeda), Partita, Jan Kociniak (jako Józieczek) |                  |                        |        |
| Skrzypek z kwartetu im. Czastuszkiewicza | 8 czerwca 1977   | +                      | [ 11 ] |
| Wystąpili: Irena Kwiatkowska (jako Pani Hortensja), Kalina Jędrusik (jako Pani ze Skrzypcami), Halina Kowalska (jako Ekspedientka), Cezary Julski (jako Biesiek), Krzysztof Kowalewski (jako Pierwsze skrzypce), Jan Matyjaszkiewicz (jako Osoba Wysoko Postawiona), Igor Śmiałowski (jako Ekscelencja) |                  |                        |        |

## Dyskografia

### Płyty CD
| Rok  | Tytuł | Źródło |
| ---- | --- | ------ |
| 2003 | Piosenki Jeszcze Starszych Panów - 4 płyty CD - Wydawca i numer albumu: Polskie Radio PRCD 361-364. - Wybór piosenek z telewizyjnych przedstawień Jeremiego Przybory z muzyką Jerzego Wasowskiego – Divertimento, Teatr Nieduży Jeremiego Przybory, Kabaret Jeszcze Starszych Panów, a także śpiewanki z filmu Upał oraz z radiowego teatrzyku „Eterek”.                                                    | [ 14 ] |
| 2023 | No i jak tu nie słuchać piosenek Starszych Panów vol. 2 - 3 płyty CD - Wydawca i numer albumu: Kameleon Records KAMCD 124-126. - Trójpłytowy album zawiera komplet piosenek z cyklu Divertimento, a ponadto również komplety nagrań dźwiękowych z Muzykałów: Balladyna ’68 (1968), Medea – moja sympatia (1974) i Pani X przeprasza (1976) oraz z programów: Deszczowa suita (1967) i Książę ułomny (1975). | [ 13 ] |

### Płyty DVD i kasety VHS
| Rok  | Tytuł | Źródło                             |
| ---- | --- | ---------------------------------- |
| 2002 | Kabaret Starszych Panów - 5 kaset VHS - Wydawca: Telewizja Polska - 5 kaset VHS wydanych pod redakcją Magdy Umer zawiera większość wieczorów Kabaretu (nie ma Wieczoru VI), nadprogram Piosenka jest dobra na wszystko – seria III i program Divertimento op.5 Stomatologiczne. | [ 15 ] [ 16 ] [ 17 ] [ 18 ] [ 19 ] |
| 2009 | Divertimento. Starsi Panowie Dwaj - Razem i osobno - 4 płyty DVD - Wydawca: Telewizja Polska DVD 282 - Kolekcja zawiera wszystkie zachowane spektakle oraz programy: Deszczowa suita (1967), krótkometrażowy film animowany Noworoczna noc (1964), prezentacje piosenek innych wykonawców zapowiadanych przez Jeremiego Przyborę: Śpiewa Andrzej Bogucki (1969) i Śpiewa Wanda Warska (1968) oraz Gawędy Jeremiego Przybory z 1992 roku. | [ 20 ]                             |